# مراد أباد (أراك)
مراد أباد (بالفارسية: مرادآباد) هي قرية تقع في إيران في قسم مشهد میقان الريفي. يقدر عدد سكانها بـ 185 نسمة .